# Berliner Platz (Wurtzbourg)
La Berliner Platz est une place centrale et un carrefour routier de Wurtzbourg. Elle est connue pour son grand rond-point à trois voies, ouvert à la circulation depuis avril 1960. Elle est donc souvent appelé en général le Berliner Ring.

## Géographie
La Berliner Platz se situe dans le quartier d'Altstadt sur la Bundesstraße 8 (Haugerring en venant de l'ouest, puis Schweinfurter Straße à l'est). Outre les rues déjà mentionnées, le rond-point à trois voies relie également la Martin-Luther-Straße, le Rennweger Ring, la Ludwigstraße, la Kroatengasse et le pont de Grombühl. Avec ses trois voies et ses pistes cyclables supplémentaires, la jonction est l'une des voies de circulation centrales de Wurtzbourg et donc sujette aux accidents. La Berliner Platz comprend également un contournement tangentiel de Grombühl directement à Haugerring, que le tram suit également. Dans la zone de la place, la Prymstraße rejoint également dans Haugerring.
La place elle-même fait partie du Würzburg Ringpark, bien que la grande île centrale ne soit pas officiellement accessible. Dans la zone verte, il y a un morceau du mur de Berlin et une borne indiquant la distance (493 km) jusqu'à Berlin.
La Berliner Platz peut être contournée via la Nordtangente, qui est également marquée comme B8 sur certaines cartes.

## Histoire
Au Moyen Âge, la zone autour de la Berliner Platz n'est pas à l'intérieur des murs de la ville, mais appartient à l'abbaye bénédictine Sainte-Afre. Après la guerre de Trente Ans, la ville est refortifiée et l'abbaye démolie. Le parc de l'anneau est aménagé au XIXe siècle et l'itinéraire de circulation qui prévalait jusqu'à la création du rond-point est créé.
Étant donné que la situation du trafic doit être adaptée à l'expansion à plusieurs voies de l'importante artère de circulation Schweinfurter Straße-Haugerring, le nouveau rond-point est construit de 1959 à 1965 et la place s'appelle Berliner Platz, en raison de la division allemande et de la construction du mur de Berlin. La borne routière est fixée le 17 juin 1961.
Après la réunification allemande, on veut changer le nom en "Platz der Deutschen Einheit, mais cette proposition ne fait pas la majorité.